# Okres Bratislava V
Okres Bratislava V je jeden z okresů Slovenska. Leží v Bratislavském kraji, na pravém břehu řeky Dunaje (jakožto jediná část Slovenska) a tvoří jižní část hlavního města Bratislavy. Sousedí na západě s Maďarskem a Rakouskem, na východě s okresem Senec a na severu s dalšími okresy metropole.
Je nejlidnatějším okresem Bratislavského kraje. Většina obyvatelstva žije na největším bratislavském sídlišti Petržalka, které bylo rovněž největším v bývalém Československu.
Velkou část okresu tvoří lužní les, nachází se zde CHKO Dunajské luhy.

## Administrativní členění
- Města: Bratislava
- Městské části: Čunovo, Jarovce, Petržalka, Rusovce